# 布洛英羅克鎮區 (北卡羅萊納州沃托加縣)
布洛英羅克鎮區（英語：Blowing Rock Township）是位於美國北卡羅萊納州沃托加縣的一個鎮區。

## 地方資料
布洛英羅克鎮區的面積為50.50平方千米，皆為陸地。根據2020年美國人口普查的數據，當地共有人口2608人，而人口密度為每平方千米51.64人。